# ナイン・マイル・ポイント原子力発電所
ナインマイルポイント原子力発電所(Nine Mile Point Nuclear Generating Station)は、アメリカ合衆国ニューヨーク州オスウェゴの北東約 8 マイル、オンタリオ湖畔に位置した2つの沸騰水型原子炉を有する原子力発電所である。ジェームズ・A・フィッツパトリック原子力発電所も同じ敷地内に立地している。1号機はConstellation Energy Groupが 100% 所有し、2号機は Constellation (82%) とLong Island Power Authority (18%)が所有していたがExelon社によるConstellation社の買収後、所有者および運営者はExelon Generation Co., LLCとなっている。 

## 設備
1号機は、純出力 621  MWe、総出力 642 MWe 、2号機は純出力は 1135 MWe、総出力は 1205 MWe であり、ともに沸騰水型原子炉である。 1 号機はオンタリオ湖から直接冷却水を取水しているが、2 号機には冷却塔を用いて冷却を行っている。

## 歴史
1号機の建設は 1965 年 4 月 12 日に始まり、 1969 年 9 月 5 日に初臨界に達し、1969 年 12 月 1 日に商用電力運転を開始した。
2 号機の建設は 1974 年 6 月 24 日に始まり、1987 年 5 月 23 日に初臨界に達し、1988 年 3 月 11 日に商用電力運転を開始しました。
ナインマイルポイントサイトでの出力 1,600 MW の新しいEPR型原子炉ブロックの建設が議論されたが、2013年11月、3号機の建設が中止されたことが発表された。